# Eupithecia latimarginata
Eupithecia latimarginata är en fjärilsart som beskrevs av Matsumura 1925. Eupithecia latimarginata ingår i släktet Eupithecia och familjen mätare. Inga underarter finns listade i Catalogue of Life.